# Gmina związkowa Höhr-Grenzhausen
Gmina związkowa Höhr-Grenzhausen (niem. Verbandsgemeinde Höhr-Grenzhausen) – gmina związkowa w Niemczech, w kraju związkowym Nadrenia-Palatynat, w powiecie Westerwald. Siedziba gminy związkowej znajduje się w mieście Höhr-Grenzhausen.

## Podział administracyjny
Gmina związkowa zrzesza cztery gminy, w tym jedną gminę miejską (Stadt) oraz trzy gminy wiejskie:
1. Hilgert
2. Hillscheid
3. Höhr-Grenzhausen
4. Kammerforst